# فيل جونز (أخصائي علم المناخ)
فيل جونز (بالإنجليزية: Phil Jones)‏ هو أخصائي علم المناخ بريطاني، ولد في 22 أبريل 1952 في Redhill, Surrey ‏ في المملكة المتحدة.